# Borouge
Die Borouge plc (arabisch شركة بروج, DMG Šarikat Burūǧ) ist ein Unternehmen der Petrochemie mit Sitz in Abu Dhabi. Borouge ist Anbieter differenzierter Polyolefinlösungen für die Landwirtschaft, Infrastruktur, Energiewirtschaft, Verpackungs-, Mobilitäts- und Gesundheitsbranche.

## Geschichte
Borouge wurde 1998 als Joint Venture zwischen Abu Dhabi National Oil Company (ADNOC) und der österreichischen Borealis gegründet. Die Produktion begann 2001. Der Börsengang 2022 war der größte an der Abu Dhabi Securities Exchange.

## Struktur
Die größten Teilhaber sind Abu Dhabi National Oil Company (54 %) und die Borealis Middle East Holding GmbH (36 %). Die restlichen 10 % Aktien befinden sich im Streubesitz.
Die Abu Dhabi Polymers Company (Ar-Ruwais) ist ein Tochterunternehmen und Produzent. Am Vertriebsunternehmen Borouge Pte Ltd (Singapur) ist Borouge mit 84,75 % beteiligt.
Seit Sommer 2023 wurde über eine Fusion von Borealis und Borouge spekuliert. Im März 2025 einigten sich ADNOC und OMV auf die Zusammenlegung von Borealis und Borouge in einem neuen Joint Venture sowie die vollständige Übernahme von NOVA Chemicals durch dieses.